# Velké soužení
Velké soužení (řecky θλίψις μεγάλη, thlipsis megalē) ukazuje k bouřlivým událostem, které jsou popsány jako „znamení časů“, o kterých mluvil Ježíš Kristus ve své Olivetské promluvě. Velké soužení je také popsáno v knize Zjevení.

## Velké soužení
Ve futuristickém chápání eschatologie je Velké soužení krátké období (7 let, eventuálně 3,5 roku), kdy každý obyvatel Země zakusí strádání, katastrofy, hladomor, války, bolesti a trápení, které zničí více než 75 % života na zemi před Druhým příchodem Krista. Někteří (nazýváni též pretribucionalisté) věří, že ti, kdo věří v Pána Ježíše Krista, budou vytrženi před Velkým soužením, a tak z něj budou zachráněni.
Podle dispenzacionalistů, kteří zastávají tento futuristický pohled, nastane Velké soužení před Druhým příchodem Krista na konci věku.
Další související skutečnosti vycházejí také z Danielova proroctví o sedmdesáti týdnech. Tento pohled popularizoval v 19. století John Nelson Darby. Každý týden tu představuje sedm let, počínaje Artaxerxovým ediktem ohledně znovuvybudování chrámu v Jeruzalémě. Proroctví říká, že po 69 týdnech let (483 let) bude pomazaný "vyťat", což koresponduje s Kristovou smrtí. Pak nastala mezera, která bude trvat neznámou dobu, dokud nebude shromážděna celá Církev. Po jejím vytržení bude proroctví pokračovat posledním, sedmým týdnem (7 let).
Tento sedmiletý "týden" je dále rozdělen na dvě období po 3,5 letech, stejně jako v Danielovi. V knize Daniel je o této polovině mluveno jako o "času, časech a polovině času", nebo jako o "roku, rocích a polovině roku" a kniha Zjevení o ní mluví jako o "1260 dnech" nebo "42 měsících".

Vytržení Církve vzhledem k Velkému soužení

## Další futuristické pohledy na Velké soužení
- k vytržení Církve dojde během doby soužení, ale před vylitím Božího hněvu
- k vytržení Církve dojde v polovině doby soužení
- k vytržení Církve dojde na konci Velkého soužení při Kristově druhém příchodu před ustavením Tisíciletého království (milénia).

## Jiné výklady Velkého soužení
- Preteristický pohled - události nazývané jako Velké soužení se již naplnily v 1. století, když byl roku 70 dobyt Jeruzalém a zničen Chrám
- Historizující pohled - události nazývané jako Velké soužení se postupně naplňují během historie
- Alegorizující pohled - jedná se pouze o alegorii zápasu dobra se zlem